# 曾宪梓教育基金会
曾宪梓教育基金会，1992年12月由金利来集团董事局主席曾宪梓捐赠一亿港元，与教育部合作，设立的旨在促进教育事业发展的基金会。1999年起设立高等师范院校教师奖，以鼓励高等师范院校和教育学院的优秀教师的工作热情。2000年起实施“优秀大学生奖励"计划，目的为帮助家境贫寒、品学兼优的大学生完成学业。2012年，基金会捐赠1000万港币，通过教育部开启了“曾宪梓教育基金会滇西边境山区小学援建项目”。